# 酸素魚雷

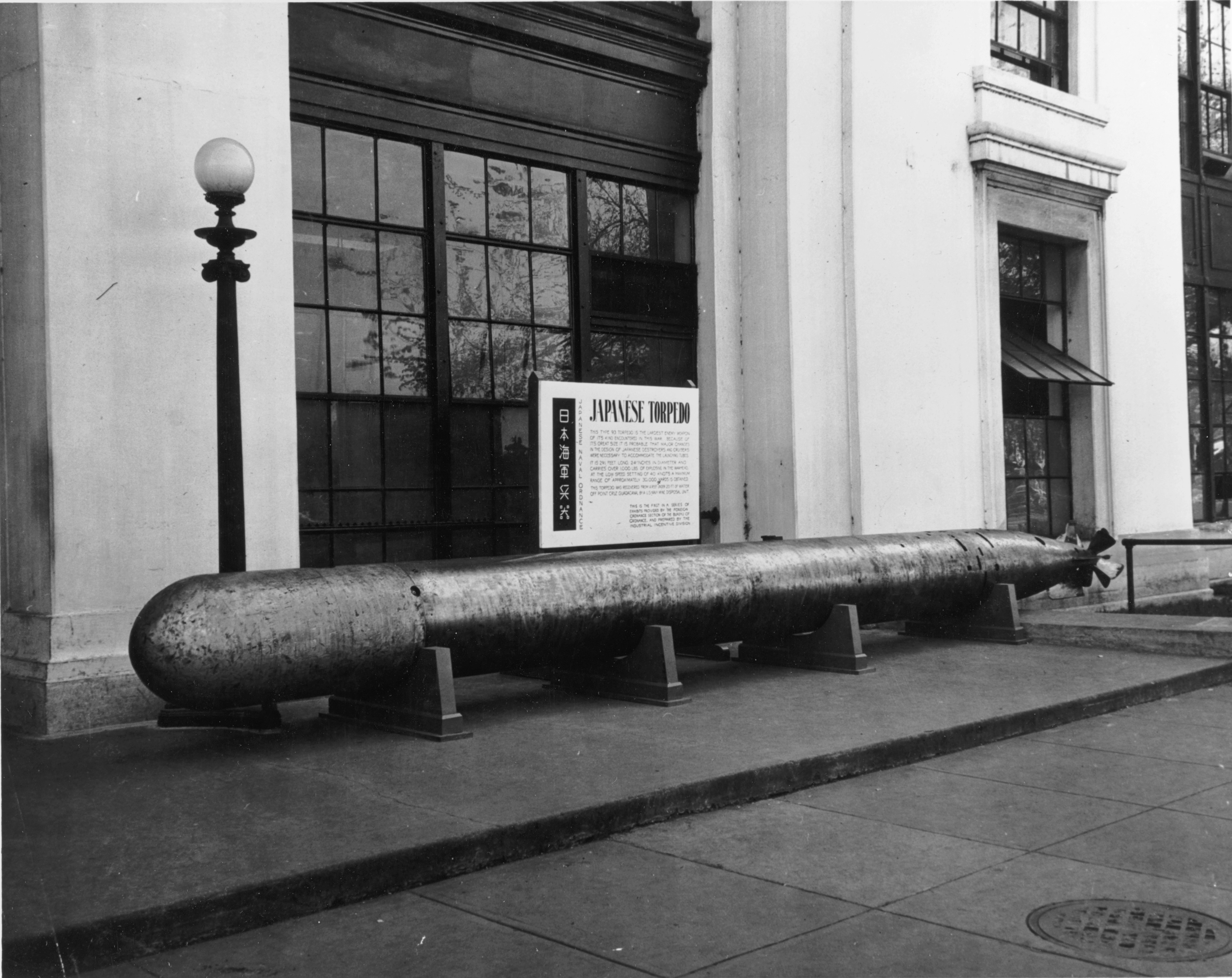
ガダルカナル島のクルツ岬で回収された九三式魚雷。第二次世界大戦中、ワシントンD.C.のアメリカ海軍司令部の外に展示されていた

酸素魚雷（さんそぎょらい）とは燃料の酸化剤として空気の代わりに、空気中濃度以上の酸素混合気体もしくは純酸素を用いた魚雷である。
日本において単に酸素魚雷といった場合、第二次世界大戦中、唯一実用化され運用された大日本帝国海軍の九三式魚雷もしくは九五式魚雷を指すことが多い。本項では、大日本帝国海軍の酸素魚雷を主題として述べる。
ロング・ランス(Long Lance、長槍)という愛称も知られているが、これは戦後にサミュエル・モリソンがつけた物である。

## 概要
第一次世界大戦以後の魚雷の推進動力は、燃料と酸化剤である圧縮空気を搭載してエンジンを回す内燃機関型（熱走式）と、電池による電気モーター型（電気式）に大別される。前者は高速かつ長射程（航続力大）だが、多量の排気ガスの気泡が魚雷の航跡に明瞭な白線（雷跡）となって浮かび上がり、魚雷の存在も、撃ってきた方位も露見しやすい欠点がある。後者は雷跡が無いが、熱走式に比して出力が低く速力・射程とも劣ると、一長一短がある。（大戦時ドイツのG7の経緯なども参照）
酸素魚雷は熱走式で圧縮空気に替えて純酸素を使用したものである。これにより排気ガスの成分はほぼ炭酸ガスと水蒸気のみとなる。水蒸気は言うに及ばず炭酸ガスも海水によく溶けるため、酸素魚雷は雷跡をほぼ引かないという、電気式に準じる隠密性が特徴である。また、通常の熱走式よりも燃焼効率が大きく向上したことで速力（雷速）・航続力もさらにパワーアップした。純酸素の使用で多くの利点が得られることは広く知られていたが、激しい燃焼反応のため機関始動時などに容易に爆発するという技術上の問題点が立ちふさがっていた。そうした中、日本は1933年（昭和8年）、世界に先駆け酸素魚雷の開発に成功。以降、大戦を通じて唯一の酸素魚雷運用国となった。実用化にこぎつけたのは日本以外ではイギリスのみであった。そのイギリスも、純酸素ではなく、酸素を増加した、空気魚雷と酸素魚雷の中間のようなものである。
酸素魚雷は当時の他国魚雷の水準に比して、雷速と炸薬量で優り、射程は数倍、加えて航跡の視認が困難という高性能なもので、それによって戦争で連合軍の艦艇は多くの損害を被り、1943年に鹵獲されるまで連合軍は魚雷について知らなかった。一方で、酸素魚雷の整備性は良好とはいえず誤爆を防ぐために充分なメンテナンスを要し、また、速すぎる雷速のため、船底爆破用の磁気式の信管が使用できず、接触式信管を採用せざるをえないなどの短所もあった。後に日独技術交換により大日本帝国海軍からドイツ海軍へも試験供与されたが、戦略的位置付けの違いもあり、整備性の悪さなどからUボートでの使用には適さないと判断され、採用されていない。
第二次世界大戦以後の魚雷は、主として整備性を向上させた他方式のものが採用されている。しかしソビエト海軍では主力魚雷として電池式と酸素式の2方式を配備し、ロシア海軍でも酸素魚雷の運用が継続されている。これらは、第二次世界大戦で鹵獲されたドイツ魚雷の系譜を引いたものである。ドイツ製魚雷の改良型であるET46は電池式、採用1946年（昭和21年）、射程6 km、速力31ノット、炸薬450 kgであった。冷戦初期のSAET55Mは電池式、音響誘導、採用1955年（昭和30年）、射程6 km、速力29ノット、炸薬300 kgである。冷戦末期のUSET80は新型電池式（銀・亜鉛式、充電保存期間1年）、対潜対艦併用アクティブパッシブ音響誘導式航跡追尾機能、採用1980年（昭和55年）、射程18 km、速力40ノット、炸薬300 kg、作戦深度1,000 m超の信頼性と静粛性をあわせ持つ高性能電池式の魚雷であった。より高速で長射程な56-65Mはケロシン・過酸化水素タービン式、アクティブ音響誘導式、採用1969年（昭和44年）、射程12 km、速力68.5ノット、炸薬307 kg、作戦深度2 mから14 mである。
過酸化水素式の魚雷には特有の整備性の悪さ（原潜クルスクの爆沈等、事故の多発）があるため、新型のケロシン・酸素タービン式が開発され使用されている。
また、海上自衛隊でも試製54式魚雷で電池式を採用したものの、72式長魚雷では酸素式を採用している。これらの魚雷は過酸化水素（過酸化水素をヴァルター機関の燃料として利用している魚雷もある）を使用しており、これらは大日本帝国海軍が装備した、酸素ガスを高圧充填していた魚雷とは世代が異なるものである。

## 日本の酸素魚雷

### 水雷戦闘の要求

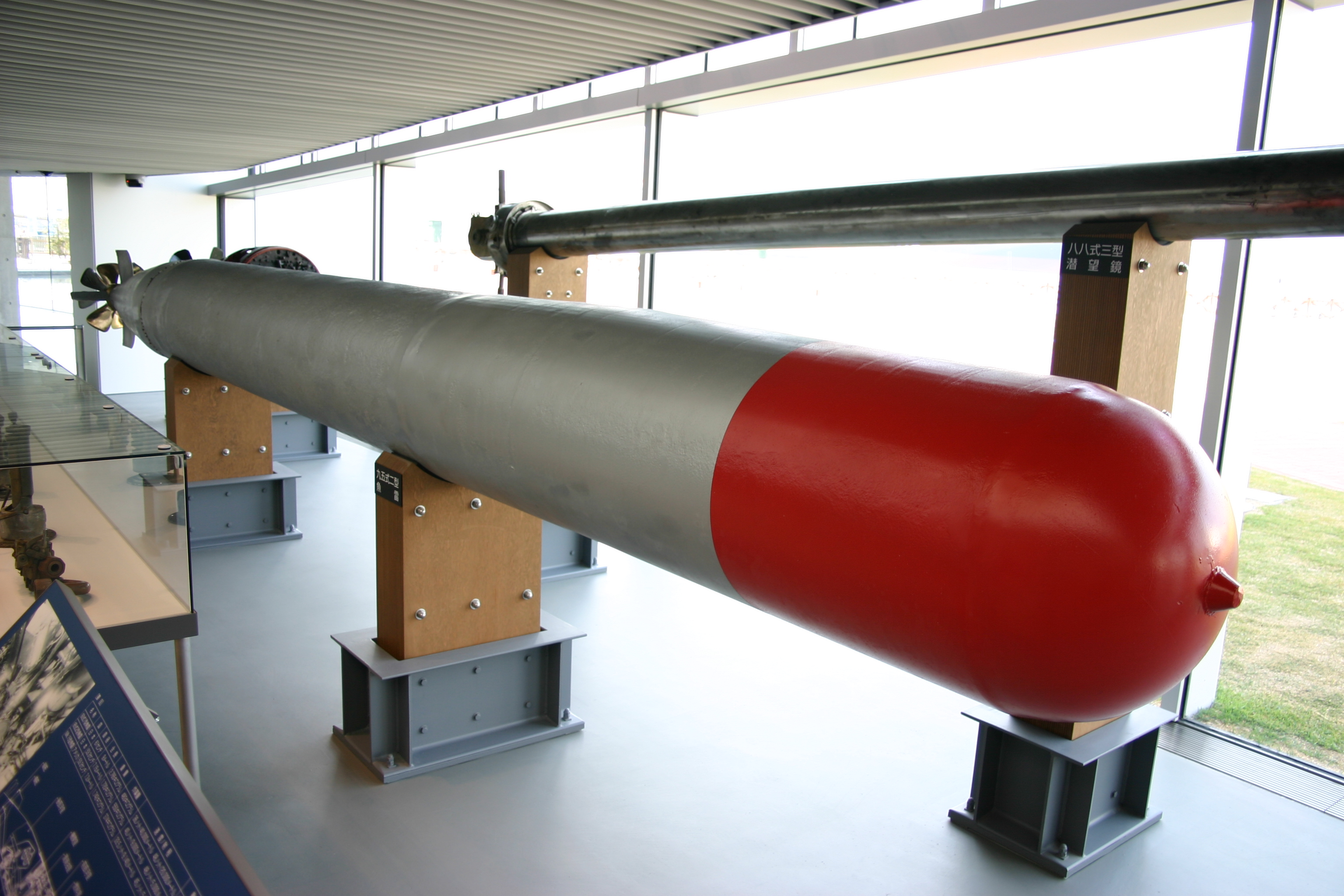
大和ミュージアムに展示されている九五式魚雷

大日本帝国海軍ではワシントン軍縮会議の結果がもたらした不利を克服するため、魚雷を主力兵装と位置づけ、戦術と併せて開発を進めた。この時点での水雷戦術は日本海海戦で示された通り、主力海戦で損傷した敵艦隊に対し至近距離から「とどめ」として投入することが考えられていた。
しかしこうした投入方法は、冷走魚雷・乾式魚雷・湿式魚雷と魚雷の構造的発展が得られたこと、材料強度の向上、続いて大型化、多連装化などの発展により変化した。第一次世界大戦では、昼間の海戦でも主力艦に対して打撃を与えうる戦例が見られるようになった。そこで大日本帝国海軍では、列強の先端を行く主力艦の水線下防御を突破して確実に撃破しうる大型魚雷を装備した大型駆逐艦「睦月型」の導入に踏み切っていった。

### 射法
魚雷は長い航走時間を必要とするため、未来位置算定が困難で命中精度が低い兵器と捉えられがちである。ただし魚雷は艦砲のように間接射撃を必要としない兵器である。艦砲が予想未来位置に対する「測距と測角」（砲の仰角と方位）を必要とするのに比べ、魚雷は未来位置算定のための「測角」でよい有利さを持っている。間接照準射撃で山なりの弾道で空中から標的に当たる砲弾は、距離の正確さが要求されるが、測定誤差は角度より距離の誤差の方がかなり大きいことに加え、間接射撃において誤差の出た距離による命中率の低下がそれをさらに累増させることにもよる。つまり、直接照準射撃をする戦車砲は700 mの戦闘照準において、0 mから1,000 mの全射程で命中の可能性があるが、間接射撃・弾着修正射撃の艦砲射撃においては20,000 m先の前後100 mしか命中弾が出ない。これに対し水面下を直進する魚雷はいかに長射程で弾が遅くとも直接照準射撃であり、水雷戦では、未来位置算定以外の照準は0 mから最大射程で命中の可能性がある。
要するに、三次元上の「点」の命中範囲しかない艦砲に対し、魚雷は二次元平面上の「線」の命中範囲を持っているということである。射法の特性の相違の結果、第一次大戦の戦訓による魚雷側の「主力艦同士の砲戦など未来位置の誤差が出にくい状況での」実用的な交戦距離は数千m程度にまで拡大していた。

### 水雷戦術の変遷と酸素魚雷の特性
大日本帝国海軍では、より確実な水雷戦闘力を求めて、さらに大型の駆逐艦「特型」を導入した。戦術としては前型が6射線であったものを9射線に増強し、敵主力艦が回避可能な範囲全てを覆う様に駆逐隊単位で一斉に雷撃するというものであった。敵艦隊の防御火力も強力なことを算定し、12隻から16隻の駆逐艦を投入、水雷戦隊として突入する。その盾となる突破支援に指定されていた条約巡洋艦戦隊も雷装し、生残した艦はすべて敵主力艦を攻撃する。こうした戦術から条約巡洋艦を切実に必要としていたのは日本だけであった。他国は主力艦戦力に余裕があったためである。強力な酸素魚雷の実用化は水雷志向をさらに加速させ、軽巡洋艦に片舷20射線、計40門にも及ぶ大量の発射管を搭載した重雷装艦を誕生させるに到った。
また魚雷は構造上、演習時には演習用頭部に換装し炸薬に換えて水などを充填することができた。この水は、気室内の空気により排出することが可能で、駛走限界に達すると海面に浮き上がって発煙する機構を持ち、主力艦艦砲のように砲身の損耗を懸念することなく演習発射および回収を行えた。従って実弾発射訓練が比較的容易に可能であり、練度を上げやすい兵装であった。魚雷の頭部には電灯が光って位置と航跡が明示され、調定深度は艦底を通過するよう深目に設定されるが、仮に当たっても弾頭が圧壊して衝撃を吸収するようになっている。
魚雷のエンジンは推進用スクリューを駆動する。魚雷の開発から長期にわたって、燃料の酸化剤には、内部タンクに圧縮搭載した空気を用いていたが、この方法では空気の80 %を占める窒素が排気として水中に大量放出された。窒素は水に溶けないため、気泡による航跡ができた。この窒素を酸素に置き換えると、より多量の炸薬を搭載し、高速かつ大射程という理想的な能力を高い次元で両立できる。これにより実用有効射程は5,000 m程度から20,000 mないし25,000 m程度（主力艦砲戦の想定距離）に伸び、さらに雷速50ノット程度での攻撃が可能となった。従来の魚雷は、有効射程まで接近しないと攻撃不可能であったが、手段は違えど等距離から撃ちあえる兵器の出現と目された。
更に戦術的な酸素魚雷の最大の特徴は魚雷の航跡が目立たないということだった。酸素を酸化剤として使用する酸素魚雷では、発生する二酸化炭素が比較的水に溶けやすいため、雷跡は試射場でも目視困難だった。発見のしにくさは回避される可能性の低さにつながり、より命中弾を得やすかった。ただし酸素魚雷は始動直後の燃焼には通常の圧縮空気を使用していたため、発射後300 mから400 mは雷跡が残った。九三式魚雷の後期型は圧縮空気に代わり、水に溶けやすい四塩化炭素を使用し酸素濃度を下げる手法に代えた。
他国でも燃焼時の酸化剤として酸素を用いるメリットは認識していたが、試作段階で爆発事故が多発したため、実用化を断念した。日本では「イギリスが酸素魚雷を試作している」との情報を契機に、列強に遅れて開発を始めたが、綿密な研究の末に爆発を防ぐために始動時には空気を使用し、徐々に酸素濃度を高くしていくシステムを採用し、実用可能レベルの安全性を確保した。一説には二酸化炭素と酸素の混合気体を使用したとされるが、開発担当者の説明には存在しない。
酸素魚雷として世界で初めて開発に成功した大日本帝国海軍の九三式魚雷は、1933年（昭和8年）、呉海軍工廠魚雷実験部において発射実験に成功し、岸本鹿子治実験部長（のち、三菱重工業長崎兵器製作所第四代所長）、朝熊利英設計主任らを中心に研究が進められ、2年後に潜水艦用直径53 cmの九五式魚雷の開発に成功した。その後、長崎兵器製作所において、潜水艦用の魚雷を受注、椋木寿（むくぎ ひさし）技師が出張研究に呉へ派遣され、1937年（昭和12年）から量産を開始した。長崎兵器製作所製造を示す（長）印の魚雷は、終戦までに約2,700本が生産された。これら（長）印の魚雷は「呉生まれよりも長崎生まれの方が優秀」との連合艦隊の折り紙がつけられている。なお、これらの発射テストは一本一本、大村湾堂崎鼻において何度も繰り返され、この結果、安全性、直進性などの完成度が飛躍的に向上した。特に、他国の爆発事故を尻目に徹底した安全管理がなされ、爆発事故はなかった。酸素魚雷の整備・調整には、配管内の油分を完全に除去するため、4日から5日間の事前整備作業日数を必要とした。太平洋戦争中に遣独潜水艦作戦によってドイツ海軍は九五式酸素魚雷を入手したが、研究目的での利用にとどめ、実戦においては使い勝手の良い電池式魚雷、蒸気式魚雷を使用した。
酸素魚雷のもう1つの特徴は打撃破壊力が大きいことであった。それ以前の九〇式魚雷から大型高威力傾向は始まっているが、高純度酸素により実現した強力なエンジン出力を、航続力、雷速に加えて炸薬搭載量の増大にも振り向けたことによる。巡洋艦級の軍艦でもこの魚雷を1本被雷しただけで大破したケース（ルンガ沖夜戦）もあり、日本駆逐艦との海戦の際には「敵に柔らかい横腹を見せるな（魚雷発射態勢に持ち込まれるな）」が連合軍の合言葉になったといわれる。大戦末期の大日本帝国海軍は制空権を失い、酸素魚雷の活躍の場は少なくなったが、フィリピン・レイテ島のオルモック湾海戦（1944年12月3日）において日本の駆逐艦「竹」が酸素魚雷を発射、アメリカ海軍の新鋭艦隊駆逐艦「クーパー」を撃沈している。
酸素魚雷はまた、従来の空気魚雷との相違点として、湿式機関には必要だった真水タンクを搭載していない。従来の空気魚雷でも空気中の酸素を燃焼させるのに十分な量の燃料を供給すると燃焼ガスの温度が上がりすぎ、燃焼室および主機関の一部が溶損する。そこで清水を燃焼室内に吹き込んでガス温度を1200 ℃前後に抑え、900 ℃位の作動蒸気を主機室に送り込んでいる。これが純酸素を用いる酸素魚雷ではさらに燃焼ガス温度が上昇し、かつ機関の運転時間も長いため必要な清水の量が増加し清水タンクが魚雷内体積を圧迫する。そこで外部から海水を取り入れそれを清水の代わりに燃焼ガスに噴霧する方式としている。

### 投入と戦果
1942年9月15日、酸素魚雷の長距離駆走により、ガダルカナル戦においてアメリカ戦艦「ノースカロライナ」を撃破した。これは伊号第十九潜水艦が発射した九五式魚雷6本のうち、3本が航空母艦「ワスプ」に命中し撃沈、さらに外れた魚雷が5海里（約9.3 km）の長距離を走って偶然射線上に居合わせた戦艦「ノースカロライナ」と駆逐艦「オブライエン」に命中したものである。これにより「ノースカロライナ」は左舷艦首部水線下に幅10 m、高さ7 mに及ぶ大破口が開き損傷し、復帰まで3か月を要した。駆逐艦「オブライエン」はその損傷が元で1942年10月19日に沈没。アメリカ海軍はこの攻撃を1隻の潜水艦が達成したと考えず、もう1隻別の潜水艦がいたと推定しており、実際には単独攻撃であることを知ったのは戦後であった。潜水艦搭載用の九五式魚雷は直径が53 cmであり、日本海軍水上艦艇が搭載する九三式魚雷に比較すれば小型で威力は小さいが、実質的には列強の水上艦艇搭載用魚雷と同等以上の性能を有していた。

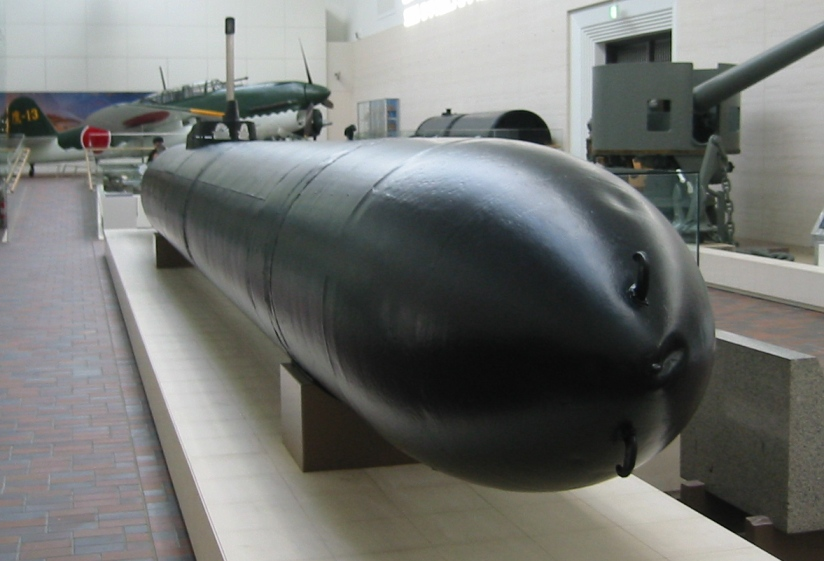
靖国神社遊就館に展示されている回天

太平洋戦争末期に開発された特攻兵器（人間魚雷）・回天の艇体後半部は九三式魚雷の推進部を流用している他、深度調節用のジャイロスコープ装置を改良の上（詳細は後述）装備している。

#### 同士討ち
酸素魚雷はその長射程のため、重大な同士討ちを引き起こした事例もある。太平洋戦争緒戦の蘭印作戦、1942年3月1日のジャワ上陸作戦時にジャワ島沖で起きたバタビア沖海戦において、重巡洋艦「最上」がアメリカ重巡「ヒューストン」を狙って午前1時27分に発射した九三式酸素魚雷6本が目標を捕らえられず、流れ弾となって射線延長線上にいた大日本帝国陸軍の第16軍主力を載せた味方輸送船団を襲った。
最初に午前1時35分、右舷缶室に直撃を受けた船団直掩の「第二号掃海艇」が轟沈。1時38分に輸送船「佐倉丸」、続いて病院船「蓬莱丸」、そして事実上の世界初の揚陸艦である陸軍特殊船「神州丸（神洲丸）」（ジャワ上陸作戦当時は存在秘匿のため「龍城丸」の船名を使用）に九三式魚雷が命中し、さらに雷撃を回避しようと急旋回した輸送船「龍野丸」が沈没した（「佐倉丸」・「神州丸」および「龍野丸」は船体が傾斜した状態で着底、「蓬莱丸」は水平状態で着底、第二号掃海艇は完全沈没。「神州丸」はのちにサルベージされ復帰）。
この同士討ちで沈没（大破着底）した特殊船「神州丸」には第16軍司令官今村均陸軍中将が座乗しており、同じく沈められた「佐倉丸」も第16軍司令部指定船として司令部要員や従軍記者、遠距離用無線機や暗号表といった各種重要器材が乗船していた。かつ「神州丸」は極めて先進的な揚陸艦機能、優秀な上陸戦遂行能力のみならず旗艦的な司令部機能を有する日本軍にとって虎の子的存在であった。被雷は第1次上陸部隊の揚陸後であったものの約100名が死亡し、約3時間後に船舶兵らによって救助されるまで今村中将以下の将兵は重油の流出した海で漂流している。
このように軍司令部を揚陸艦1隻・輸送船2隻・病院船1隻・掃海艇1隻とともに「撃沈」してしまった海軍の失態は大きなものであったが、帝国陸軍はこの事件の責任追及を行わず、海軍の名誉に傷をつけぬよう「神州丸」以下の沈没は敵軍の攻撃によるものにすることを提案さえした。「人情将軍」と謳われた人格者たる名将今村中将も、あわや司令官以下戦死で司令部機能完全喪失となりかけたにもかかわらず、後日揃って謝罪に参った海軍指揮官を快く赦している。「神州丸」サルベージ作業直後に現場近くで九三式魚雷の尾部が引き上げられており同士討ちの証拠は歴然であったが、陸軍の厚意もあり、戦後に"幻の敵襲"という事実が明らかになるまで「連合軍の魚雷艇や駆逐艦や爆撃機の攻撃による損害」などとされていた。
海戦自体は日本軍の大勝利に終わったにもかかわらず、参戦部隊の指揮官であった第5水雷戦隊司令原顕三郎少将は戦訓所見として「輸送船団泊地至近ノ海面ニ於ケル戦闘ニシテ、シカモ多数ノ夜戦隊挟撃ノ態勢ニ於ケル魚雷戦ニ於イテハ、射線方向ニ対シテ特ニ深甚ノ注意ヲ要ス」と注意を促している。

### 問題点

#### ジャイロスコープの不調
スラバヤ沖海戦において、酸素魚雷は2隻の重巡洋艦、妙高と足柄から各8本、合計16本が発射されたが、水面から飛び出したり迷走するなどして1本も命中しない事態が発生している。これは艦が発揮する最大戦速34ノットでの魚雷発射を一度も行ったことが無かったことによる。原因は魚雷のジャイロスコープが高速度から発射した際の衝撃に耐えられず、結果、針路を調整できずに迷走を起こしたためである。原因究明の結果、ジャイロスコープの回転数が毎分8千回転と遅く不十分で、衝撃が加わると容易に設定方位がずれることが判明した。この欠点はかなり後まで改良されず、回天の開発に際して初めて毎分2万回転の電動ジャイロスコープに変更された。
当時の日本軍の兵器全般の問題として、静止状態や丁寧な運用では問題が起こらないが、乱暴な取扱いをするとすぐに動作不良を起こす傾向があった。用兵側からは「武人の蛮用」に耐えることを要求されていたが、性能および工業的に耐えるものは開発できなかったのが実情であった。また、運用側にそれを満足に検証する余力も無かった。上述のとおり魚雷は艦砲よりも実射訓練しやすいというメリットがあったが、その魚雷でさえ日本海軍では1本毎に記録を取るなど（戦艦主砲弾でもこうした記録はとられていなかったし、そもそも実射訓練に代えて外とう砲（本来の砲身に取り付ける、はるかに小さい訓練専用の砲）で済ませることが多かった）大事に扱われており、極限状態での使用を想定した訓練・実験は行われていなかった。国力に比して過大な軍事力を保有したことの歪みを示す事例の一つでもある。

#### 遠距離攻撃における命中率低下
酸素魚雷は音響探知などの誘導装置を持たないため、遠距離射撃では命中率が低下した。実際、スラバヤ沖海戦では相手は艦隊規模において劣位であったが、高速の部隊であったため、日本海軍艦隊は重巡ですら1隻2,000発近く射耗して命中弾はほとんど得られなかった。またこの戦場では、長射程戦術により10,000 m以上での魚雷発射を多用したが、日本海軍の魚雷発射総数188本のうち命中したのはわずか4本だった。交戦想定距離を20 kmから25 kmとし、酸素魚雷がこの射程を52ノットで馳走するのに11分近くかかることを考えれば、無誘導魚雷では機動中の標的に命中しない。海戦において戦闘行動中の敵が長時間変針・変速を一切しないことは考えられず、実戦では最大射程での発射は行われなかった。また、敢えて長射程を捨てて5,000 mまで接近して最大雷速で発射しても到達までに3分以上かかり、相手が変針、変速した場合に備えて扇状に発射しているとはいえ、到達までの間に相手が大きく変針すると命中しないため、実際には長射程の利点はさして発揮されなかった。
潜水艦による奇襲攻撃でも、潜望鏡からではここまで離れた標的はもちろん視認できないし、日本は水中聴音機（ソナー）による探知距離も劣っていたため、射程を活かすことができなかった。
長射程での発射が多かったスラバヤ沖海戦においても、20,000 m近くから発射して命中したのは、オランダ駆逐艦「コルテノール」を轟沈させた「羽黒」の1本だけである。他の3本の命中魚雷は、スラバヤ沖海戦の終盤、残弾が少なくなり同航砲戦となったオランダ軽巡「デ・ロイテル」と同「ジャワ」に対して重巡「羽黒」「那智」が12,000 mから発射した計12本のうち1本ずつが命中したのと、航行不能に陥ったイギリス重巡「エクゼター」に対して命中した1本のみである。この後、日本軍が戦った各海戦において10,000 m以上からの魚雷発射はほとんど行われなくなり、九三式魚雷は射程を減らして炸薬量を増やした三型が徐々に主流となった。

#### 水中破壊力の比較
酸素魚雷の炸薬量そのものは非常に多いが、搭載されていた九七式爆薬は戦争直前に実用化された英米のHBX爆薬（水中破壊力ではトリニトロトルエン (TNT) の160 %の威力を持つ）などと比較して、水中破壊力の点で劣っていた。しかしアメリカのMk.14魚雷がトーペックス292 kgを搭載し、TNT換算467 kg相当であるのと比較し、日本の九三式魚雷は九七式爆薬490 kgを搭載し、これはTNT換算588 kg相当と破壊力に優れている。
信管においても、戦争末期には水車式と呼ばれる艦底起爆補助装置を開発し、磁気信管を使用できないデメリットの解消に努めた。これは魚雷が水中を馳走し始めると、水車の原理で魚雷に内蔵されていた水中凧が外部に展開し、ワイヤーを介して魚雷に曳航されるものである。この水中凧が目標に当ってつぶれるとフックが外れ、ワイヤーが戻り信管が作動する。この補助装置は沖縄特攻で水雷部隊に配備された。しかし、当時の日本ではバブルパルスなど水中爆発の研究は非常に遅れていた。水中爆発やバブルパルス、バブルジェットに関する初期の専門書であるRobert H. Cole著の″Underwater Explosions″が出版されたのが1948年であるから第二次大戦当時の日本人は水中爆発の専門知識を知りえなかったと考えられる。

#### 航空魚雷化について
酸素魚雷は航空機搭載用として「九四式魚雷」が艦政本部の主導で開発されたが、取り扱いが航空魚雷としては危険であったこと、定針が不正確であったこと、航空攻撃で酸素魚雷を使用する利点が少なかった（航空雷撃での魚雷の速力は、魚雷が持つ固有の速力よりも投下する航空機の速度が大きく関わるため）ことなどから、すぐに利用が取りやめとなっている。

### 九三式魚雷の構造と技術

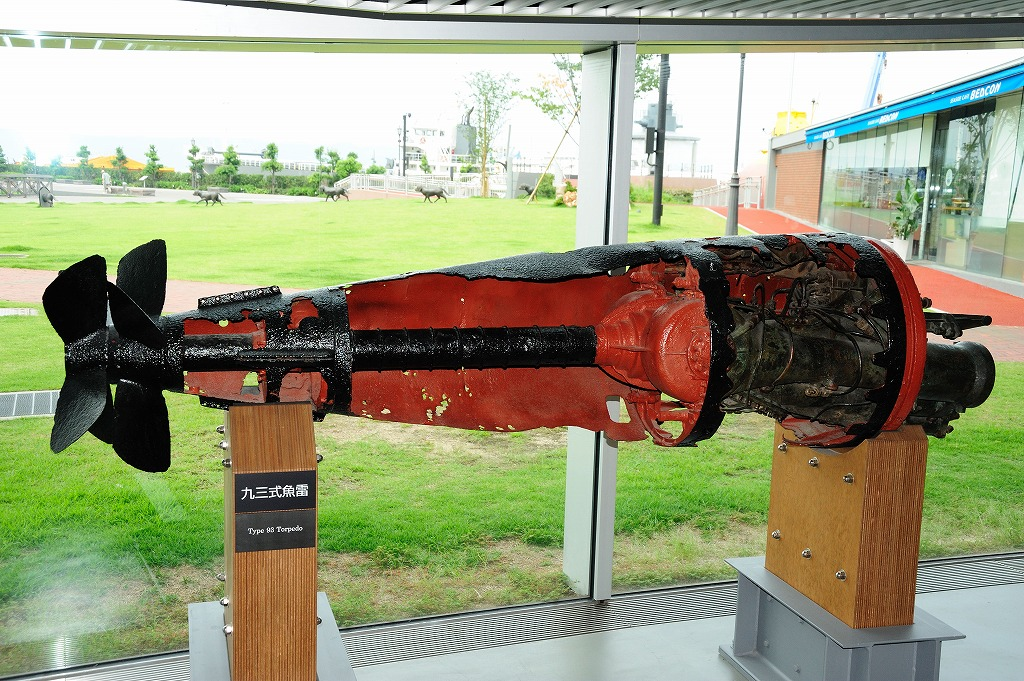
大和ミュージアムに展示されている九三式魚雷推進部

上述の通り九三式魚雷は酸化剤として酸素を使用する魚雷で、酸素魚雷として知られている。本魚雷は1933年に制式採用された。九三式という名称は皇紀2593年の末尾2桁数字による。この魚雷は、酸素と石油燃料を使用して強力な機関出力を得られたため、炸薬重量の大きな弾頭を搭載でき、高速かつ長射程を得ることができた。本魚雷は重量が2.8 tから3 t近くあり、弾頭の炸薬は480 kgを搭載する。エンジン推力は64 kgfである。この出力は全重3 t近い魚雷を速度52ノット (96.3 km/h) で走行させる。出力発揮は13分45秒間にわたり、射程は22 kmに達する。大日本帝国海軍は九三式魚雷の最大性能仕様を、公的には速度42ノットで射程11,000 mと発表していた。これは速度で実際より10ノット遅く、射程は実際の半分である。本魚雷の動作中の排気はほぼ二酸化炭素で、排気の気泡による航跡を消し去った。この特性から日中の発見は困難だった。しかし全ての魚雷に共通する欠点として、熱帯の海で夜戦に使用した際には、魚雷の高速水中走行により夜光虫が発する仄かな光の航跡が発生することは不可避だった。
九三式魚雷は直径61 cmの水上用魚雷で、40 ノットの高速でも30 km以上の射程を持つ優秀な魚雷であった。主に駆逐艦に搭載され、搭載する駆逐艦には空気から酸素を抽出する、酸素生成用の空気圧縮機が搭載されていた。魚雷に酸素が使用されていることは極秘事項であったため、防諜上の理由から酸素は『特用空気』『第二空気』と呼ばれた。九三式魚雷を含む、日本製魚雷は実施部隊での信管の調整が可能とされており、現場では「不発にしたくない」という意識から衝撃尖を過敏に設定していたことが多く、それはしばしば目標に命中する前に自爆する「早爆」を招いた。第三次ソロモン海戦においては重巡「愛宕」、「高雄」が最良の射点から発射した九三式魚雷が戦艦「ワシントン」に命中直前の位置まで達したが、ワシントンの航跡波（縦波、P波のこと）による衝撃で駆走中に早爆をおこした例があった。命中していればワシントンに甚大な損害を与えたことが予想されたため、設計部門の担当者はこの信管の調整機能をつけたことを「最大の痛恨事」と回想した。
戦歴では、九三式魚雷の10,000 m以遠での発射は、目標艦船が魚雷が接近するまでの数分間を直進するときにのみ有効だった。この10,000 mを52ノット (96.3 km/h) の酸素魚雷が走るには6分15秒を要する。こうした条件としては、重巡洋艦隊が戦場を高速で離脱してゆく駆逐艦隊を全速で追跡するとき、また水面下の潜水艦に照準されたまま、航空母艦が予定進路どおり航行する状況等がある。これは1942年の南太平洋の戦場で有効性が実証された。
- 九三式魚雷の射程と速度の設定例
  - 22,000 m / 52 ノット
  - 33,000 m / 41 ノット
  - 40,400 m / 36 ノット

日本海軍は従来、瀬戸内海、広島県・呉市の阿賀南・大入で魚雷実験を実施していた。しかし1933年に長射程の九三式魚雷が登場し、生産魚雷の海軍領収時の発射テストのため、さらに大きな場所が必要となった。その後、1937年ごろにはすでに、発射試験場は同じ瀬戸内海、広島県の隣の山口県・徳山市の大津島が使われていた。この射場からは四国に向けて十分な直線走行距離がとれた。この基地は後に回天の母港となった。

#### 純粋酸素を使用するための技術
頼惇吾技術少将は戦後しばらく経過したころ、この九三式魚雷について執筆説明した。
九三式魚雷の最大の課題は、内蔵された2気筒機関が始動する際の燃焼制御である。始動時にいきなり純粋酸素を使えば、爆発事故が発生する。「燃焼を制御しつつ、純粋酸素を使用する」装置が酸素魚雷を成立させた秘密であった。九三式魚雷では、始動初期の酸化剤に比較的低圧の空気が用いられた。空気から酸素への遷移状態においては、混合器に送られる純粋酸素の割合を次第に増加した。燃焼は激しくなるが、気筒内の燃焼状態は制御状態にあり、制御不可能な爆発的燃焼は発生しない。機関の運転が定常状態に移行すると、空気は完全に酸素におきかわる。機関は純粋酸素で燃料を激しく燃焼して最高出力状態となる。
九三式魚雷には、純粋高圧酸素に満たされた主気室、結合弁、小さな13リットルの圧縮空気室があり、この結合バルブは逆流を防止している（不帰弁）。そして圧縮空気タンクは調圧器（圧力調整器）を通して燃焼室に導入される。起動時は、通常空気による穏やかな燃焼でスタートし、安定して作動する。圧縮空気が消費されて圧縮空気タンクの圧力が低下するにつれ、結合弁を通して酸素が主気室から圧縮空気室に供給される。圧縮空気タンクはすぐに全て酸素で満たされ、その後は最後まで酸素による猛烈な燃焼が継続する。
この魚雷は慎重な取り扱いを必要とする。九三式魚雷を装備する軍艦はこの型の魚雷を使うために酸素発生器を装備する必要があった。

#### 九三式魚雷の構造詳細
大日本帝国海軍、呉海軍工廠の水雷設計技手だった赤城良三（海軍技手養成所16期、1943年当時は魚雷実験部および第二水雷部兼務）はノンフィクション作家のインタビューに答え、彼の戦時中のノートを使って実際の九三式魚雷の構造・仕様動作を詳細に説明した。
九三式魚雷の内部構造は魚雷先端から弾頭、気室、前部浮室、機関室、後部浮室、尾部舵、二重反転推進器に分けられる。
第1空気および第2空気
機密名「第1空気」は機関を始動するために使用される通常の圧縮空気である。機密名「第2空気」は純度98 %の高圧酸素ガスであり魚雷の強力な推進力を生み出すために使用される。「魚雷の酸化剤に純酸素を使用する機関を実戦運用中」という事実は日本海軍では最高機密であったため「酸素」という言葉は禁止用語とされ、運用担当には代わりに「第2空気」の名称を用いさせ防諜対策とした。そして圧縮空気タンクは、比較的低い10気圧程度の一定圧力に保つ調圧器（圧力調整器）を通して混合室に接続されている。混合室では酸素と石油燃料との混合気が生成され、燃焼室に導入される。
気室
九三式魚雷は長さ9 mで直径61 cmだが、純度98 %の高圧酸素を充填する第2空気を充填する主気室は3.48 mの長さがあり魚雷全長の3分の1以上を占める。またこの主気室により魚雷の弾頭部と後部を接続している。主気室は引っ張り強度に優れた殻の厚さ12 mmのニッケルクロムモリブデン鋼製で、内容積は980リットル、充填圧力は225気圧であった。主気室の製法は鋳造されたインゴットを鍛造により円筒状にしたあと機械切削・くり抜き加工して製作された。なお始動用の圧縮空気を充填する第1空気の圧縮空気室は内容積13.5リットル・充填圧力230気圧であり機関室に併設された。後の改良により第1空気は四塩化炭素に置き換えられている。
機関室
魚雷の外部殻は厚さ3.2 mmの鋼板（後部のみ1.8 mm）で防水溶接されているが、機関部の鋼板は、馳走中に機関の冷却のため、意図的に機関室に水が浸入するように工作されている。九三式改一魚雷は、灯油を燃料とする2気筒斜板機関を装備している。この機関には機密名「第2空気」（実際には純度98 %の酸素）が使用され、高速・長射程でかつ重い弾頭を搭載できる。しかし、純酸素の触れる配管の内部にわずかでも油分が残っていると簡単に爆発事故を起こしてしまうため、配管の整備は最重要事項であり細心の注意が払われた。このことは九三式魚雷を運用する際には最重要だが、同時に厄介な業務であり、一例として事前の整備でバルブと空気配管から油分を完全に除去するには4日から5日を必要とした。
純酸素の詰まった主気室と燃料を混ぜる混合室との間には第1空気の圧縮空気室があり、逆止弁を介して主気室と連結されていた。これにより機関始動時には圧縮空気を用い、かつ始動後は酸素濃度が次第に濃くなるようにできた。機関は発射時、第1空気だけで駆動され、混合気に点火されたあとは酸素濃度が次第に高くなり、最終的には第2空気（高圧酸素）のみが燃料と混合され爆発的に燃焼する。高温・高圧の燃焼ガスは各気筒のピストンを押し、回転斜板を通じて1本のメイン・ドライブシャフトを回転駆動する。
前部・後部浮室
容量40.5リットルの制御用空気タンクがあり、魚雷の縦舵（垂直舵）や横舵（昇降舵）を制御する。これらの舵は横舵用深度計と縦舵用ジャイロスコープで制御され、高圧空気で操舵される。操縦用の制御空気タンク（操縦用気畜器）は230気圧の圧縮空気で満たされている。深度計は水面下の走行深度を制御する。魚雷は、手動で馳走深度を5 mに設定される。水平走行用深度計は水面下の走行を一定深度に保つよう横舵を制御する。
尾部舵
尾部の縦舵計は、縦舵機用ジャイロスコープにより自動操舵して魚雷の進行方向を目標方向に制御する。ジャイロスコープは魚雷を目標に導き、後部発射管から逆方向に発射された魚雷でも回頭させて前方の目標に命中させることも可能である。これらの尾部縦舵と横舵は制御空気で制御される。ジャイロスコープは魚雷を発射するときに回転し始める。九三式魚雷のジャイロは直径15 cm、厚さ7 cmから8 cmの分厚い円盤で、8,000 rpmで回転する仕様だった。しかし、九三式魚雷が軍艦が35ノット以上の最高速度で疾走する状態から発射される状況に対応するには、このジャイロスコープの回転速度では遅すぎて設定針路が発射時の衝撃で狂ってしまう問題があった。
二重反転推進器
機関室から伸びるドライブシャフトには傘歯車が付いており、二重反転式推進器を回転させる。プロペラは4枚羽根であり、この一方は時計回り、もう一方は反時計回りに駆動する。二重反転推進器を使用することで回転トルクを打ち消し、魚雷の推進方向を安定させている。

#### 回天での技術的改善
回天では、ジャイロスコープの回転は圧縮空気駆動から電動になり、その回転速度は20,000 rpmに改善された。九三式魚雷の炸薬量は480 kgである。これは長門型戦艦の装備した16インチ主砲の1 t砲弾に匹敵する炸薬量だったが、回天ではこの炸薬量は3倍以上の1.55 tに増加された。九三式魚雷1発の破壊力は、アメリカ艦隊型軍艦を沈没あるいは大破させるに十分な威力を戦歴で示している。一方、アメリカ海軍は大戦終盤の1945年6月、洋上攻撃を受けたイ367潜から発進した振武隊の回天1基が駆逐艦に命中したことを認めたが、九三式魚雷の3倍以上の炸裂火薬量をもつ回天の確実な命中を受けたにもかかわらず沈まなかったと主張した。
九三式魚雷は長さ9.61 mだが、回天では14.75 mに延長された。九三式魚雷の重量は約3 tだが、回天では8.3 tに増加した。九三式魚雷は水深20 mの耐圧があれば十分だったが、回天は潜水艦の外部に搭載されるため、水深80 m（潜水艦の深度限界の100 mに近い）まで耐えるよう補強された。九三式魚雷は、最大速度52ノット (96.3 km/h)で射程22,000 mだが、回天は速度30ノット (55.6 km/h) で航続距離23 km、速度10ノット (18.5 km/h) で航続距離78 kmに変更された。回天は水面直下かつ低速での安定した走行性能をもつよう改善された。これは誘導を搭乗者による潜望鏡からのきわめて狭い視界によったためである。

### 要目
| 名称                        | 全長 (m) | 直径 (cm) | 重量 (kg) | 射程 (m) および雷速 (kt)              | 弾頭重量 (kg) | 備考                     |
| --------------------------- | -------- | --------- | --------- | ------------------------------------- | ------------- | ------------------------ |
| 九三式魚雷一型 （艦艇用）   | 9        | 61        | 2,700     | 40,000（36 kt 時） 20,000（48 kt 時） | 490           |                          |
| 九三式魚雷三型 （艦艇用）   | 9        | 61        | 2,800     | 30,000（36 kt 時） 15,000（48 kt 時） | 780           | 一型よりも炸薬量を増加   |
| 九五式魚雷一型 （潜水艦用） | 7.15     | 53.3      | 1,665     | 12,000（45 kt 時） 9,000（49 kt 時）  | 400           |                          |
| 九四式魚雷一型 （大型機用） | 6.7      | 53        | 1,500     | 4,000（45 kt 時）                     | 350           | 95本のみの量産で製造中止 |
| 九四式魚雷二型 （艦載機用） | 5.27     | 45        | 810       | 2,000（45 kt 時）                     | 200           | 48本のみ量産され製造中止 |

### 比較対象
日本海軍の使用した通常魚雷、及び各国の魚雷の性能は以下の通りである。
| 名称                              | 開発国   | 全長 (m) | 直径 (cm) | 重量 (kg) | 射程 (m) および 雷速 (kt)                                  | 搭載炸薬および 弾頭重量 (kg)                   | 備考                                         |
| --------------------------------- | -------- | -------- | --------- | --------- | ---------------------------------------------------------- | ---------------------------------------------- | -------------------------------------------- |
| 九〇式空気式魚雷 （艦艇用）       | 日本     | 8.5      | 61        | 2,500     | 10,000（42 kt 時） 7,000（46 kt 時）                       | 400 kg                                         | 睦月型から初春型までの駆逐艦以下の艦艇に搭載 |
| 九一式魚雷改二 （航空用）         | 日本     | 5.47     | 45        | 838       | 2,000（42 kt 時）                                          | 204 kg                                         | 主力航空魚雷 改二は1939年以降のモデル        |
| 九一式魚雷改五 （航空用）         | 日本     | 5.27     | 45        | 848       | 1,500（41 kt 時）                                          | 235 kg                                         | 1943年から量産された最終モデル               |
| 21インチ・マークVIII （潜水艦用） | イギリス | 6.579    | 53.3      | 1,566     | 13,700（35 kt 時） 10,000（41 kt 時）                      | Torpex 365 kg                                  |                                              |
| 21インチ・マークIX （艦艇用）     | イギリス | 5.27     | 53.3      | 1,693     | 13,700（35 kt 時） 10,050（41 kt 時）                      | Torpex 365 kg                                  |                                              |
| 18インチ・マークXV （航空用）     | イギリス | 5.251    | 45        | 817       | 3,200（33 kt 時） 2,290（40 kt 時）                        | Torpex 247 kg                                  |                                              |
| Mk10（潜水艦用）                  | アメリカ | 4.953    | 53.3      | 1,005     | 3,200（36 kt 時）                                          | TNT 225 kg または Torpex 220 kg                |                                              |
| Mk12（艦艇用）                    | アメリカ | 6.88     | 53.3      | 1,590     | 13,700（27.5 kt 時） 9,144（35.5 kt 時） 6,400（44 kt 時） | TNT 226.8 kg                                   |                                              |
| Mk13（航空用）                    | アメリカ | 4.191    | 56.9      | 1,005     | 3,660（33.5 kt 時）                                        | TNT 274 kg または TPX 275 kg または HBX 272 kg |                                              |
| Mk14（潜水艦用）                  | アメリカ | 6.25     | 53.3      | 1,490     | 8,200（31 kt 時） 4,100（46 kt 時）                        | TPX 303 kg                                     |                                              |